# Алмено Сан Салваторе
Алмѐно Сан Салвато̀ре (на италиански: Almenno San Salvatore; на ломбардски: Almèn San Salvadùr, Алмен Сан Салвадур) е градче и община в Северна Италия, провинция Бергамо, регион Ломбардия. Разположено е на 328 m надморска височина. Населението на общината е 5697 души (към 2017 г.).